# Isabel Pallarés
María Isabel Pallarés Banquells (Valencia, 9 de enero de 1905 - Valencia, 13 de febrero de 1986) fue una actriz española.

## Biografía
Desarrolló su carrera fundamentalmente sobre los escenarios, si bien realizó también incursiones en cine y televisión. Su padre José Pallarés Iranzo era empresario del Teatro Principal de Valencia, por lo que desde muy temprana edad estuvo vinculada al mundo del espectáculo y su madre Isabel Banquells Camilleri.
Debutó en los teatros de Madrid a finales de la década de 1920, integrándose primero en la compañía de María Palou y luego en la de Josefina Díaz de Artigas (con la que estrena Vidas cruzadas, de Jacinto Benavente) y ya en 1929 protagonizaba Cuento de aldea, de Luis Fernández Ardavín. En 1931 pasó a la compañía de Benito Cibrián y Pepita Meliá y en 1934 a la de Irene López Heredia y Mariano Asquerino. Estrenó obras de los más reconocidos dramaturgos españoles del siglo XX: Antonio Buero Vallejo, (Madrugada, 1953; Hoy es fiesta, 1956); Miguel Mihura (La bella Dorotea, 1963); Edgar Neville (La vida en un hilo, 1959); Juan José Alonso Millán (El cianuro... ¿solo o con leche?, 1963) o Alejandro Casona (La tercera palabra, 1965). También interpretó obras de, por ejemplo, Jacinto Benavente (La malquerida, 1956) y de autores extranjeros (La calumnia, 1961, de Lillian Hellman; Becket, 1962, y Cita en Senlis, 1963 ambas de Jean Anouilh). 
En la gran pantalla destaca su participación en algunos títulos de tanto éxito comercial como Historias de la radio, ¿Dónde vas, Alfonso XII? o  Las chicas de la Cruz Roja.
Su carrera se prolongó hasta un año y medio antes de su muerte, trabajando en sus últimos años en las compañías de Arturo Fernández y Pedro Osinaga.

## Filmografía
- 1985 Los paraísos perdidos
- 1976 Mauricio, mon amour
- 1975 Duerme, duerme, mi amor
- 1973 La curiosa
- 1971 La casa de los Martínez
- 1969 El ángel
- 1969 El día de mañana
- 1966 Nueve cartas a Berta
- 1962 La reina del Chantecler
- 1961 Despedida de soltero
- 1961 Pecado de amor
- 1959 ¿Dónde vas, Alfonso XII?
- 1959 Camarote de lujo
- 1958 Las chicas de la Cruz Roja
- 1958 Una muchachita de Valladolid
- 1958 El pasado te acusa
- 1956 Los ladrones somos gente honrada
- 1955 Historias de la radio

## Televisión
- Estudio 1
  - Las viejas difíciles (1981)
  - La Venus de Milo (1980)
  - Exiliado (1979)
- Novela
  - Selma Lagerlöf (1974)
- Visto para sentencia
  - La prima Angustias (1971)
- Páginas sueltas
  - El club de los corazones antiguos (1970)
- Remite Maribel
  - La llave de la despensa (1970)
- Teatro de siempre
  - Madrugada (1970)
- Telecomedia de humor
  - Todos somos importantes (1966)